# Craven Cottage
Craven Cottage is een voetbalstadion in Londen, Engeland. Het is de thuisbasis van Fulham FC. Om die reden worden de spelers van deze club ook wel The Cottagers genoemd. Het stadion, met een capaciteit van 28.800 toeschouwers, ligt direct aan de rivier de Theems, en telt vier tribunes: Putney End, Hammersmith End, Johnny Haynes Stand en Riverside Stand. De eerste wedstrijd op Craven Cottage vond plaats in 1896. Tussen mei 2002 en juni 2004 is het stadion uitgebreid gerenoveerd. Het stadion is het beste bereikbaar met de London Underground. Vanaf metrostation Putney Bridge is het ongeveer 10 à 15 minuten lopen.

## Interlands
| 1  | 18 maart 1907     | Engeland – Wales          | 1 – 1 | Home Championship |
| 2  | 31 juli 1948      | Luxemburg – Joegoslavië   | 1 – 6 | Olympische Spelen |
| 3  | 8 mei 1973        | Noord-Ierland – Cyprus    | 1 – 6 | WK-kwalificatie   |
| 4  | 16 november 2004  | Australië – Noorwegen     | 2 – 2 | Vriendschappelijk |
| 5  | 9 juni 2005       | Australië – Nieuw-Zeeland | 1 – 0 | Vriendschappelijk |
| 6  | 6 februari 2007   | Griekenland – Zuid-Korea  | 0 – 1 | Vriendschappelijk |
| 7  | 29 mei 2008       | Ierland – Colombia        | 1 – 0 | Vriendschappelijk |
| 8  | 29 mei 2009       | Nigeria – Ierland         | 1 – 1 | Vriendschappelijk |
| 9  | 18 november 2009  | Zuid-Korea – Servië       | 0 – 1 | Vriendschappelijk |
| 10 | 11 september 2012 | Oman – Ierland            | 1 – 4 | Vriendschappelijk |
| 11 | 6 februari 2013   | Zuid-Korea – Kroatië      | 0 – 4 | Vriendschappelijk |
| 12 | 15 oktober 2013   | Canada – Australië        | 0 – 3 | Vriendschappelijk |
| 13 | 18 november 2013  | Nigeria – Italië          | 2 – 2 | Vriendschappelijk |